# Lola Quivoron
Lola Quivoron, née le 5 juin 1989 à Paris, est une réalisatrice  et scénariste française.
Son premier long métrage, Rodéo, consacré à la vie d'une jeune femme dans le monde du « cross bitume »,, obtient le prix Coup de cœur du jury dans la sélection Un certain regard au festival de Cannes 2022.

## Biographie
Lola Quivoron est née à Paris. Elle est diplômée de La Fémis (département « Réalisation », promotion 2016).
Elle est la compagne de l'actrice Antonia Buresi depuis 2016.

## Filmographie

### Courts métrages
- 2013 : Grande Ourse
- 2014 : Stand
- 2015 : Fils du loup
- 2016 : Au loin, Baltimore

### Long métrage
- 2022 : Rodéo

### Documentaire
- 2019 : Headshot (coréalisatrice : Antonia Buresi)

## Distinctions

### Récompense
- Festival de Cannes 2022 : Coup de cœur du jury dans la section Un certain regard pour Rodéo[4]

### Sélection
- Festival de Cannes 2022 : Caméra d’or pour Rodéo[7]

## Polémique
Lola Quivoron est au centre d'une polémique après avoir déclaré dans le média Konbini au Festival de Cannes 2022 au sujet des rodéos urbains : « Les accidents, ils sont souvent causés par les flics qui prennent en chasse, qui poussent les riders vers la mort en fait, concrètement ».